# Монреале
Монреале (італ. Monreale, сиц. Murriali) — муніципалітет в Італії, у регіоні Сицилія,  метрополійне місто Палермо.
Монреале розташоване на відстані близько 430 км на південь від Рима, 8 км на південний захід від Палермо.
Населення — 39 410 осіб (2014).
Щорічний фестиваль відбувається 2 листопада. Покровитель — San Castrenze.

## Демографія
Населення за роками:

Станом на 1 січня 2023 року в муніципалітеті офіційно проживало 378 іноземців з 55 країн, серед них 102 громадяни країн Євросоюзу та 19 громадян України.

## Сусідні муніципалітети
- Алькамо
- Альтофонте
- Бізаккуїно
- Борджетто
- Калатафімі-Седжеста
- Кампореале
- Карині
- Контесса-Ентелліна
- Корлеоне
- Джардінелло
- Джибелліна
- Годрано
- Маринео
- Монтелепре
- Палермо
- Партініко
- П'яна-дельї-Альбанезі
- Поджореале
- Роккамена
- Сан-Чипірелло
- Сан-Джузеппе-Ято
- Санта-Кристіна-Джела
- Торретта

## Галерея

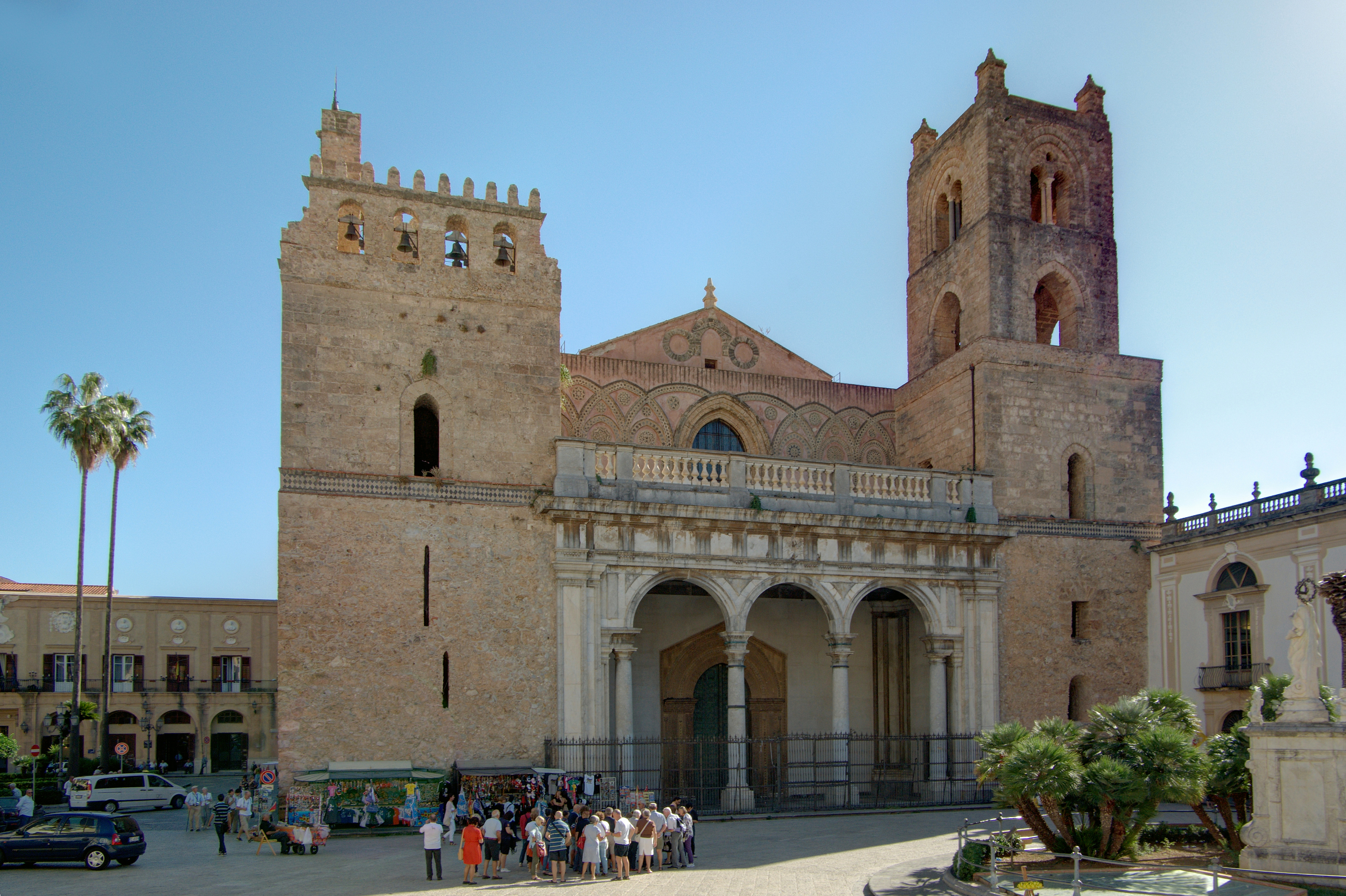
Кафедральний собор
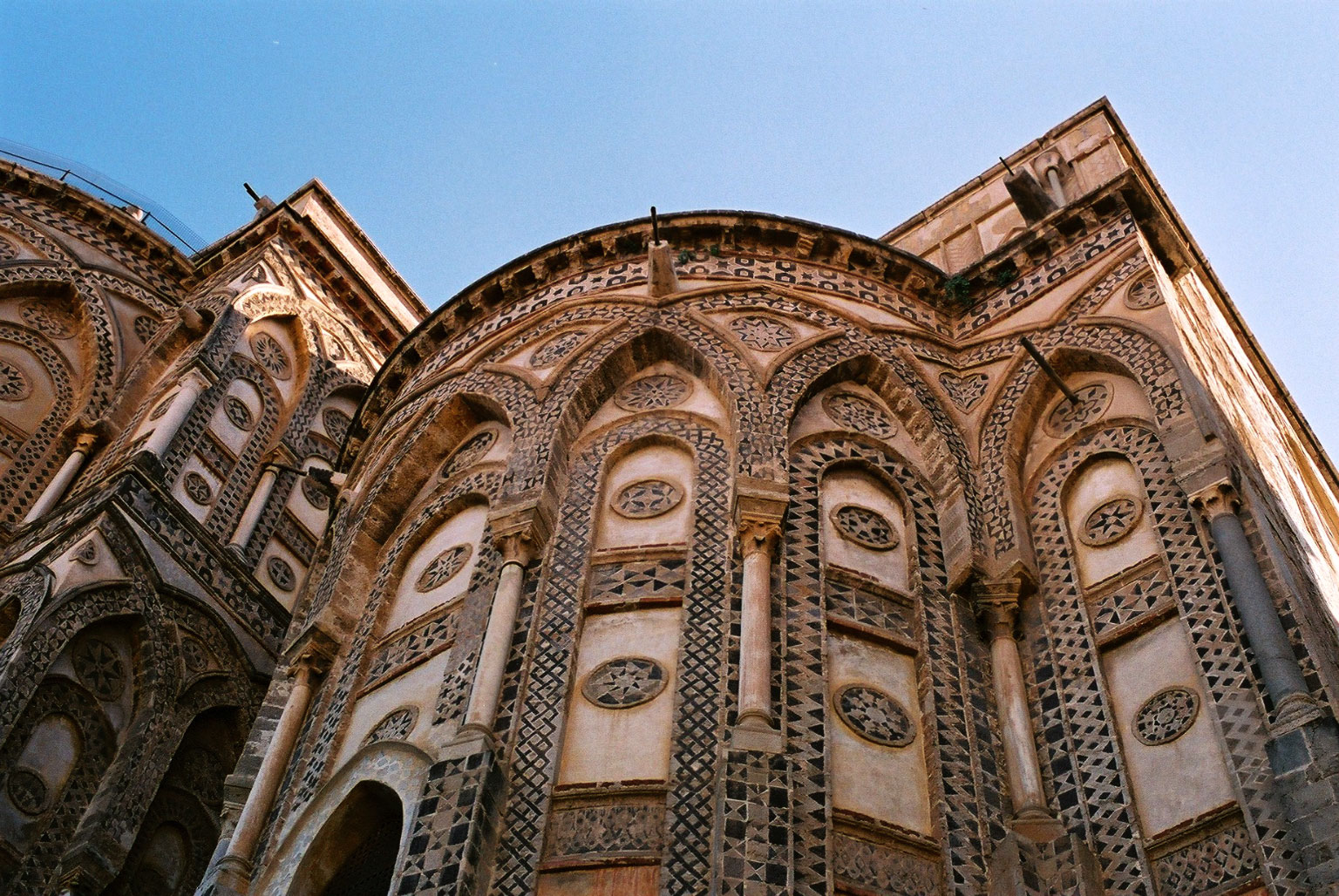
Апсида
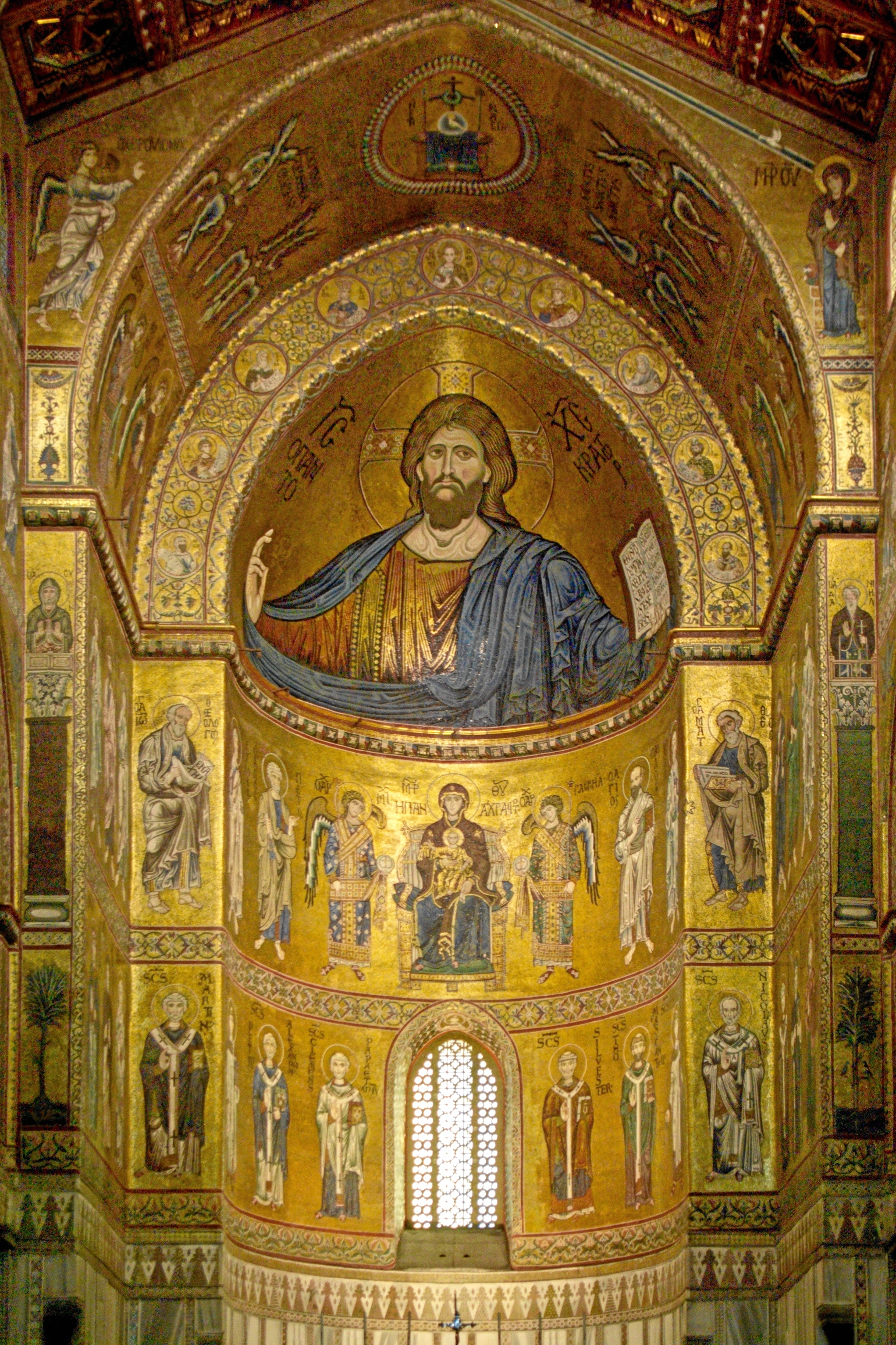
Вівтар з мозаїками
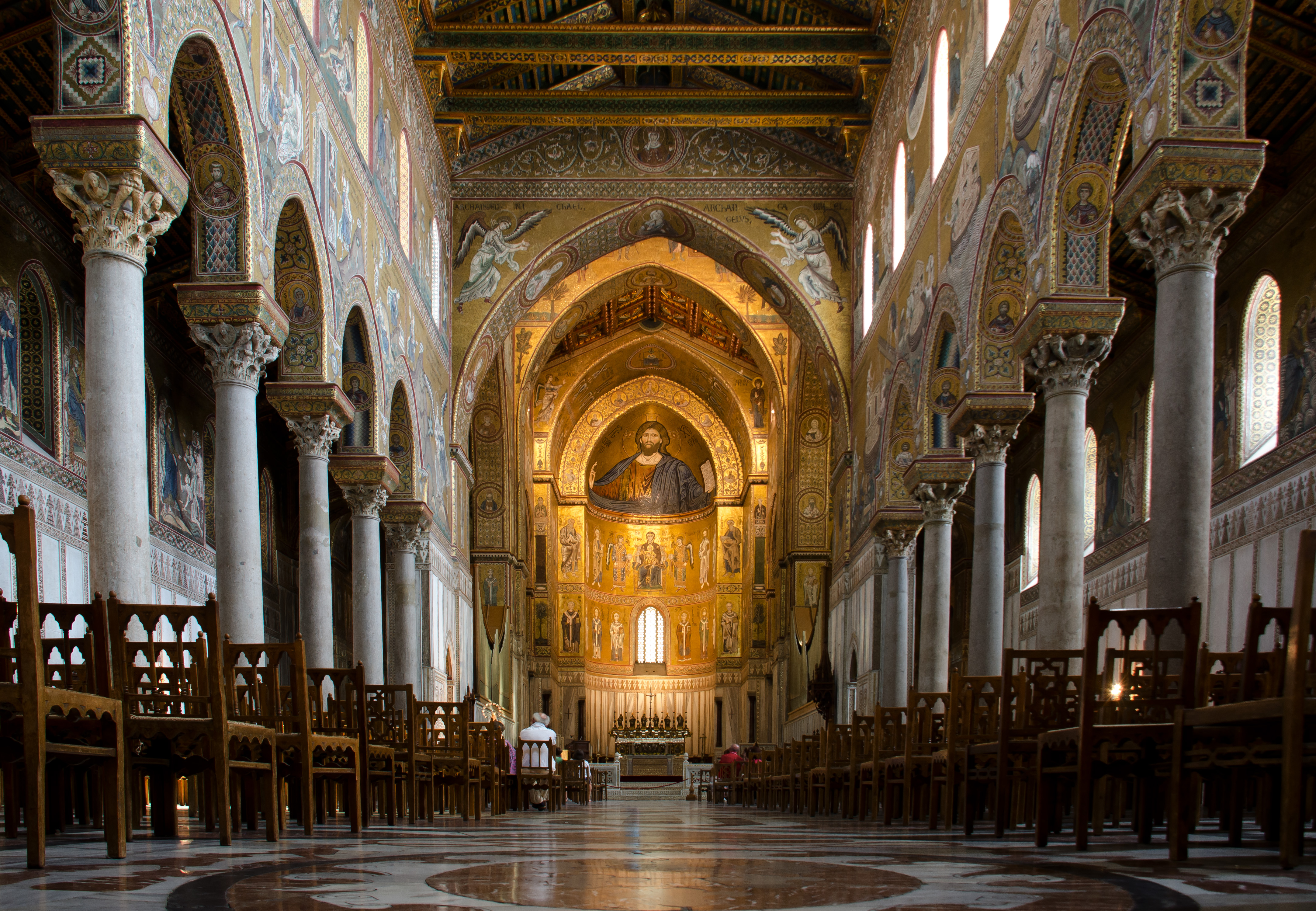
Внутрішнє оздоблення
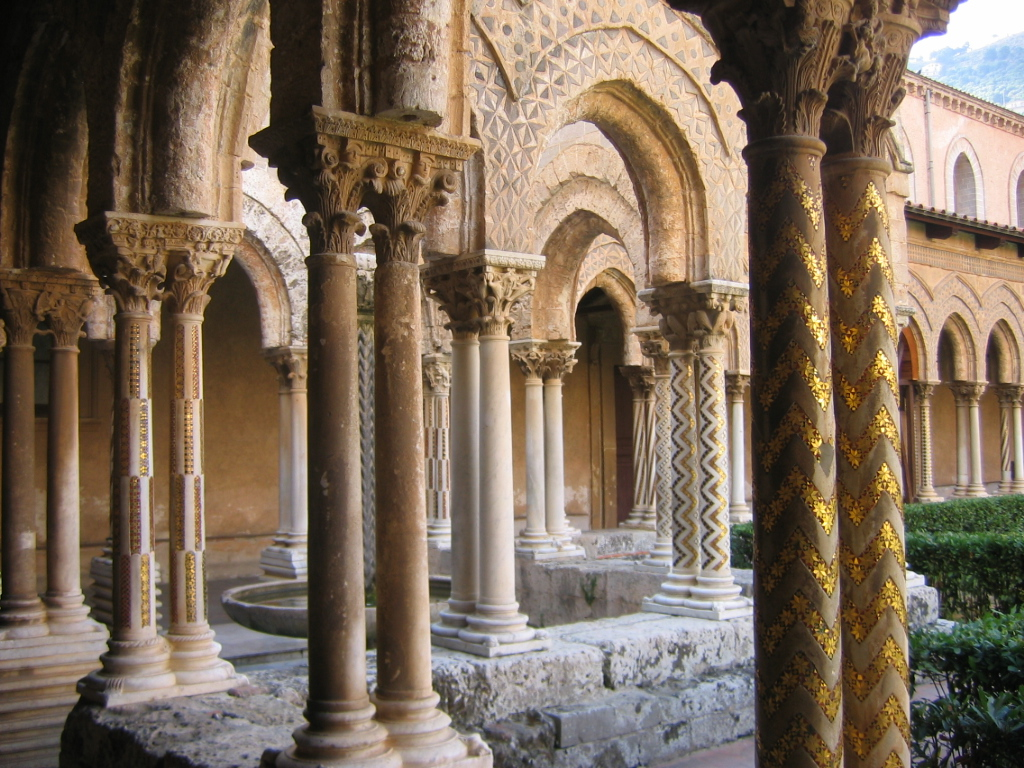
Клуатр кафедрального собору у Монреалі
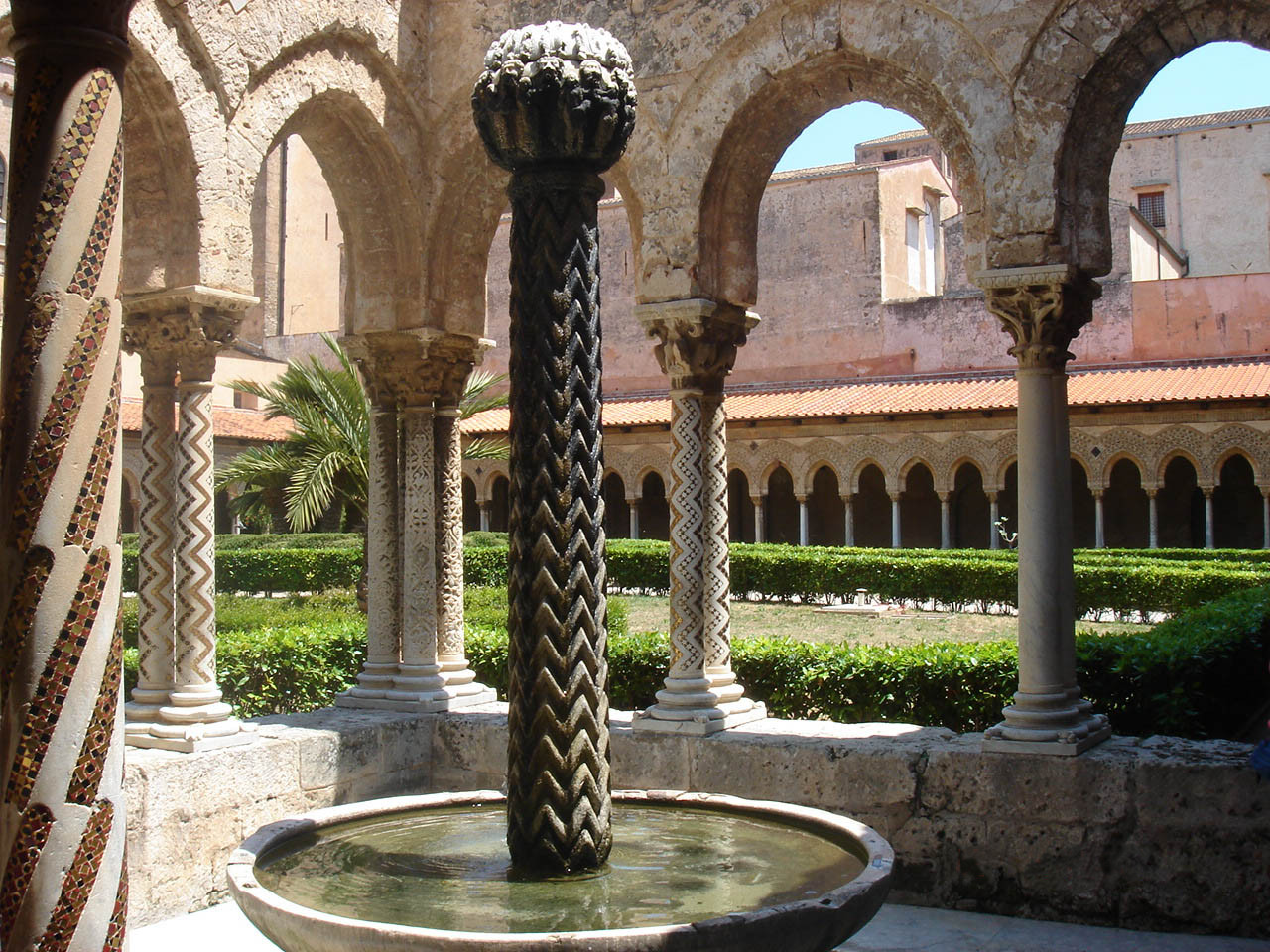
Клуатр кафедрального собору у Монреалі
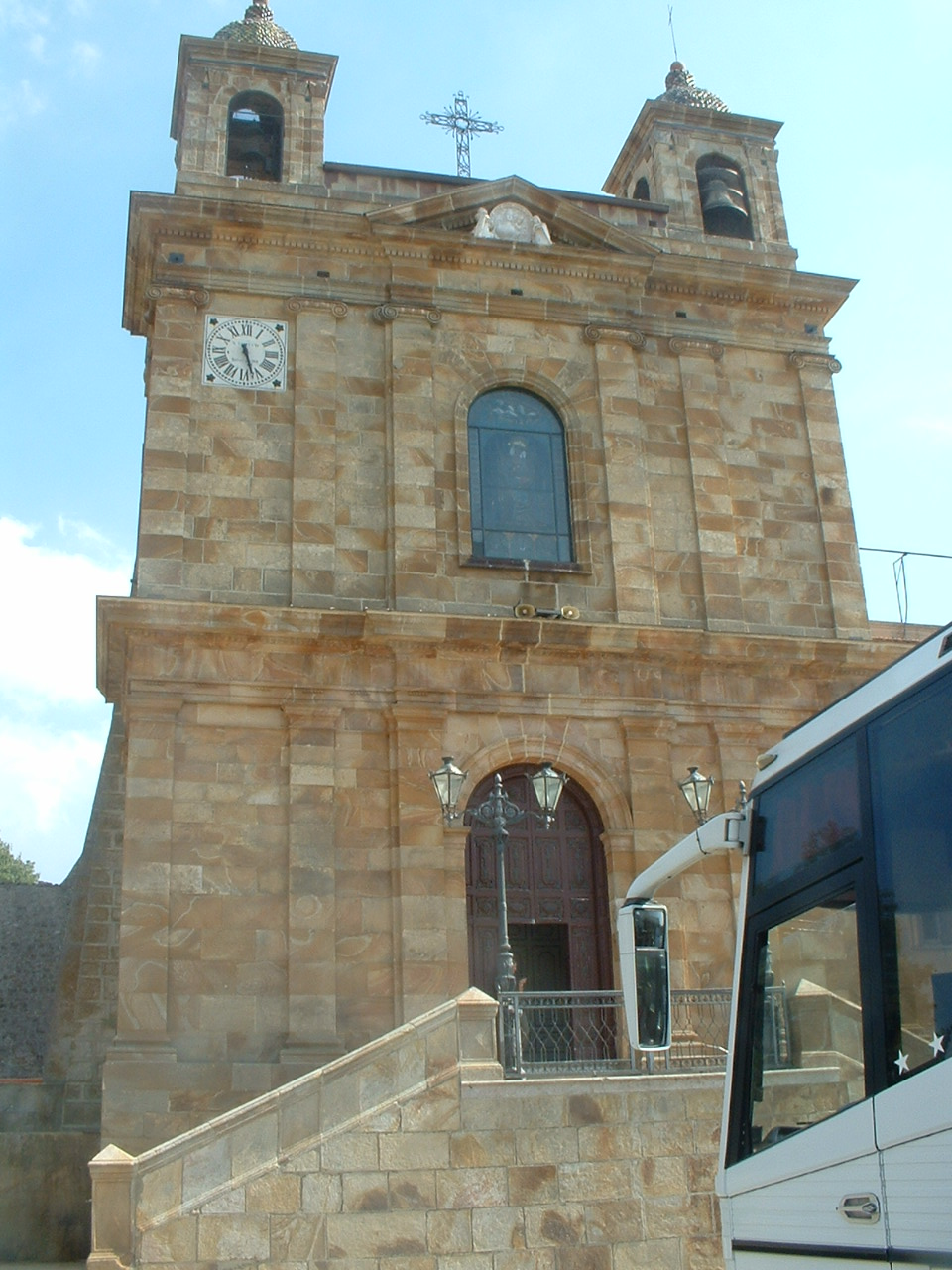
Tagliavia, Santuario Madonna del Rosario